# 멜크집박쥐
멜크집박쥐(Neoromicia melckorum)는 애기박쥐과에 속하는 박쥐의 일종이다. 콩고민주공화국과 케냐, 말라위, 모잠비크, 남아프리카공화국, 탄자니아, 잠비아, 짐바브웨 그리고 마다가스카르에서 발견된다. 자연 서식지는 건조 사바나와 습윤 사바나 지역이다.